# Fabian Klingsland

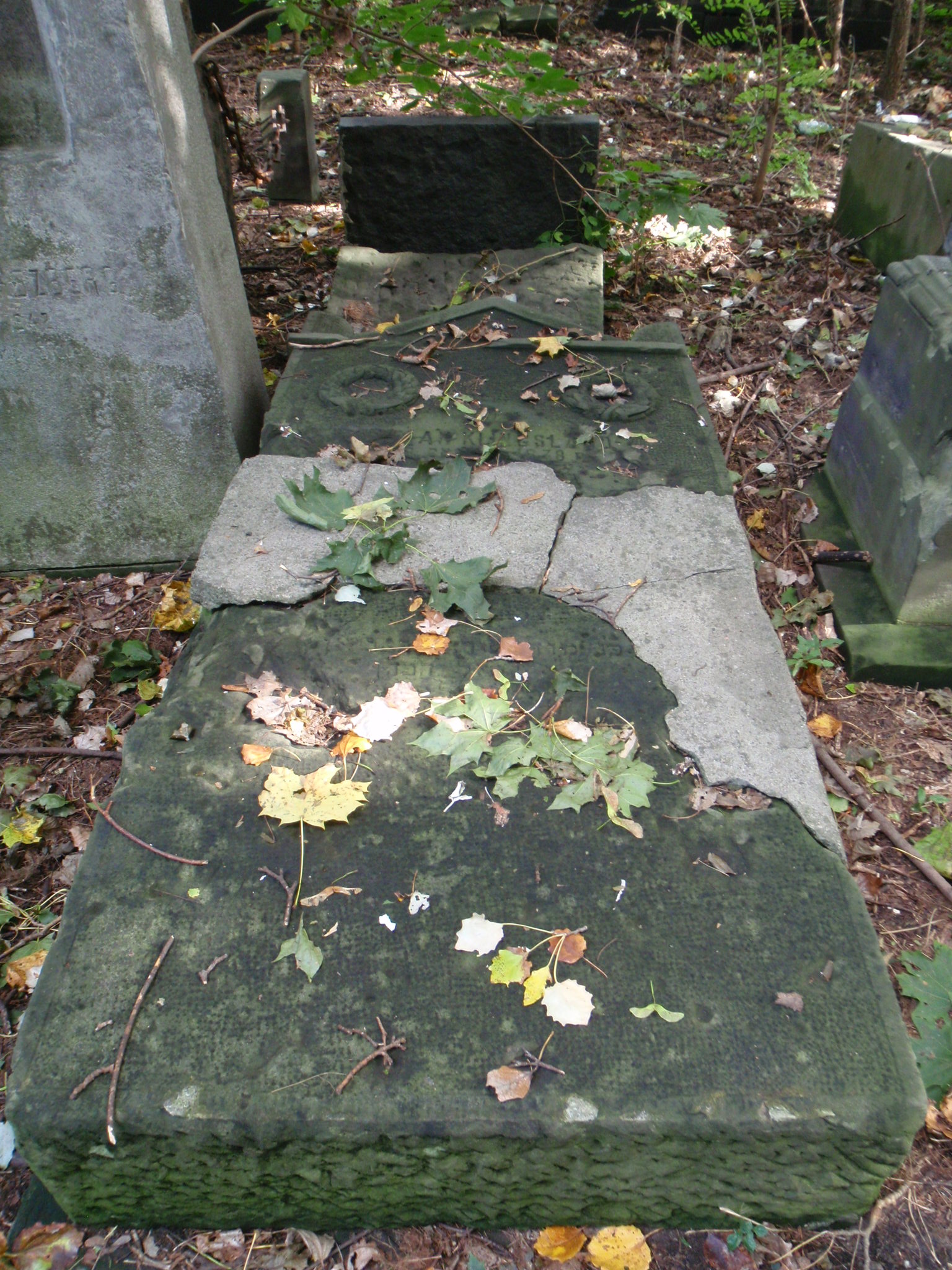
Grób Fabiana Klingslanda na cmentarzu żydowskim w Warszawie

Fabian Klingsland (ur. 1838, zm. 1924) – kupiec warszawski żydowskiego pochodzenia.
O jego młodości nic nie wiadomo. W dorosłym życiu prowadził dom handlowo-spedycyjny przy ulicy Marszałkowskiej 129 w Warszawie. Był mecenasem Leopolda Staffa, Jana Kasprowicza i Władysława Reymonta. Miał kilka córek, z których największą sławę zdobyła malarka Maria Melania (1876–1967), znana jako Mela Muter. 
Jest pochowany na cmentarzu żydowskim przy ulicy Okopowej w Warszawie (kwatera 71, rząd 1).